# Fighting Force
Fighting Force es un videojuego en 3D del género Yo contra el barrio, lanzado en 1997, desarrollado por Core Design y publicado por Eidos. Concebido en la misma línea clásica de los juegos Streets of Rage y Double Dragon (originalmente iba a ser una secuela del Streets of Rage para Sega Saturn) pero por diferencias creativas entre Sega y Core Design el juego cambió de nombre y terminó siendo lanzado para la PlayStation, PC y Nintendo 64 (este último bajo el nombre de Fighting Force 64). 
La secuela del juego, Fighting Force 2, fue lanzada en 1999 para la PlayStation, Sega Dreamcast y PC. A diferencia del primer título, Fighting Force 2 se enfoca exclusivamente en el personaje Hawk Manson, de manera más furtiva.

## Descripción
Un típico juego del género beat 'em up (que en español traduce "acábalos a golpes", en el juego reunieron muchas características presentes en los demás juegos del mismo género en 2D, solo que en este caso, los reutilizaron y empaquetaron para crear un ambiente 3D. Está basado o reciclado del cancelado juego Streets of Rage 3D, tomando parte de los fondos y aspectos del original en donde aparece totalmente nuevos personajes jugables: Hawk, Mace, Hammer y Vulcano. Ninguno de los actores originales estaban presentes (Axel, Blaze y otros), pero parece que estos nuevos personajes aún se basaban en los diseños originales (nombre de Axel era originalmente 'Hawk' en versiones beta de Streets of Rage). Este juego fue concebido como la continuación de la franquicia 3D de Streets of Rage de la Mega Drive, pero Sega sacó la oferta y terminó cancelando en último minuto. El juego fue lanzado más adelante como Fighting Force para PlayStation, Nintendo 64 y PC. Muchos de los objetos son rompibles y la mayoría de los elementos del juego pueden usarse para atacar a nuestros enemigos. Otros elementos (como armas de fuego, sillas, equipajes, maletas, botellas, llantas, etc.) también pueden ser usados como armas. Estos objetos mencionados solo pueden usarse durante un tiempo limitado, ya que son de poca duración. Además, los enemigos también pueden recogerlos y usarlos en contra nuestra.
Algunos enemigos derrotados pueden soltar objetos de gran utilidad, ya sea dinero (que se convierte en puntos), de salud, y otros. También se pueden ganar puntos destruyendo todo lo que este en el escenario, como cajas, coches, computadoras, etc. La salud puede ser restaurada tomando unos emparedados o botiquines que aparecen ocasionalmente al derrotar rivales o causar destrozos en el escenario o bien destruyendo máquinas expendedoras de bebidas y bebiendo de las latas que salen por los golpes que recibe la máquina.
La acción de divide en nueve niveles. Hay algunas ramificaciones en ciertos niveles, que cambian el camino del jugador. El villano del juego es un excientífico, que el gobierno espera el fin del mundo por el cambio del milenio, decide causar el Armageddon el mismo. Los cuatro personajes jugables son requeridos por el gobierno para asesinarlo.

## Personajes
Los cuatro personajes jugables son Hawk Manson (26 años), Mace Daniels (21 años), Ben "Smasher" Jackson (29 años), y Alana McKendricks (17 años). Hawk y Mace son los dos personajes más importantes del juego. Cada uno tiene sus ventajas, como también tiene sus desventajas. Entre ellas podemos ver ciertas características:
- Hawk Manson es (técnicamente) el más normal del juego. No es el mejor, pero tampoco es el peor.
- Mace Daniels es rápida corriendo y golpeando, pero no es tan fuerte.
- Alana McKendricks es la más vulnerable. Golpea y corre increíblemente rápido pero tira golpes suaves.
- Ben "Smasher" Jackson es una gigantesca mole capaz de levantar y tirar lo que se le atraviese en el camino con facilidad (incluyendo enemigos), pero es extremadamente lento con los golpes.

Los cuatro personajes tienen un movimiento especial que se puede realizar a cambio de un pequeño desgaste en la barra de salud.

## Recepción
A pesar de que el juego fue masivamente hiperbolizado, el juego falló al atraer atención debido a su edad, modo de juego repetitivo y corto valor de vida. El juego recibió puntuaciones altamente mediocres por la mayoría de los medios de juegos:
- Official Playstation Magazine - 3/5
- Electronic Gaming Monthly - 7.6/10
- IGN - 5.5/10
- Gamespot - 5.3/10 .

El juego también falló al no poderse vender tan bien como se esperaba, debido a sus comentarios, y por el hecho de que también se esperaban ansiosamente los títulos de otros juegos que también esperaban que fueran lanzados en esa misma época.